# Leopold Wandl
Leopold Wandl (* 18. Juli 1923 in Mauthausen; † 10. Juni 2009 in Linz) war ein oberösterreichischer Schriftsteller und Mundartdichter.

## Leben
Leopold Wandl verbrachte seine Kinder- und Schulzeit in Mauthausen. Er wurde mit 18 Jahren zum Reichsarbeitsdienst und anschließend zur deutschen Wehrmacht einberufen. Nach einem Einsatz an der russischen Front kehrte er 1945 nach Oberösterreich zurück, übte zunächst 15 Jahre lang verschiedene Berufe aus (Schichtarbeiter, Landwirt, Gendarm, Gemeindesekretär und Gastwirt) und war ab 1960 bis zu seiner Pensionierung 15 Jahre Versicherungsangestellter und freischaffender Journalist.
Die letzten Jahre bis zu seinem Tod lebte er in einem Seniorenheim in Linz.
Der Durchbruch als Autor gelang ihm Anfang der 1960er-Jahre. Sein künstlerisches Schaffen ist vorwiegend von Gedichten in oberösterreichischer Mundart geprägt. Darüber hinaus veröffentlichte er zahlreiche Kurzgeschichten und Werke in Standardsprache (Österreichisches Deutsch). Einer breiten Öffentlichkeit in Öberösterreich wurde er mit Kolumnen in Tageszeitungen mit den Vierzeilern „A weng gschmalzn“ bekannt, die er 25 Jahre lang schrieb. Insgesamt wurden 27 Bücher des Autors veröffentlicht.
Wesentliche Impulse setzte Wandl als Schirmherr des nach ihm benannten Literaturpreises der Stadtgemeinde Grein.
Anlässlich seines 70. Geburtstag wurde eines seiner Gedichte Mauthausen – Liegt ganz nebm dá Doaná 1993 vom Mauthausener Religionspädagogen und  Kirchenmusiker Alfred Hochedlinger für gemischten Chor vertont.

## Auszeichnungen
- Goldenes Verdienstzeichen des Landes Oberösterreich
- Konsulent für Volksbildung und Heimatpflege der Oberösterreichischen Landesregierung
- Stelzhamer-Plakette des Landes Oberösterreich
- Kulturmedaille der Landeshauptstadt Linz
- Schirmherr des 1989 geschaffenen Leopold-Wandl-Preis der Stadt Grein (Komitee zur Pflege der Mundartdichtung)
- Berufstitel Professor
- Ehrenzeichen der Marktgemeinde Mauthausen in Silber und Gold
- Ehrenzeichen in Silber und Gold und Ehrenmitgliedschaft des Stelzhamer-Bundes
- Gedenktafel auf dem Geburtshaus in Mauthausen
- Kulturpreis "Wir bauen den Kindern eine Brücke in die Zukunft" des KIWANIS Club Mühlviertel 2002

## Werke (Auswahl)
- Meines Lebens Meilensteine (2005)
- Späte Rosen: Gedichte (2004)
- Im Seitenspiegel: Zeitgenössische Mundartgedichte (2002, gemeinsam mit Angelika Fürthauer und Michael Pammesberger)
- Mein langer Weg: Erinnerungen (2002)
- Weihnachtszeit: Gedichte und Geschichten von Spätherbst bis Lichtmess (2001)
- Ein Leuchten lag über der Welt: Für gemischten Chor, Orgelvorspiele ad lib. (2000, gemeinsam mit Alfred Hochedlinger)
- Bruckn zwischen Gestern und Morgn: Gedichte, Sprüche und Geschichten in oberösterreichischer Mundart (2000, gemeinsam mit Hans Ratzesberger)
- Lesen, lachen, länger leben: Gedichte, Geschichten, Anekdoten zum Schmunzeln und Nachdenken (2000)
- Zwischen Saat und Ernte (1999, gemeinsam mit Alfred J. Aumayer, Walter Aigner und Margit Staudinger)
- Nach Bethlehem (1998)
- Tautropfen fürs Gmüat: Lyrik in oö Mundart (1997)
- Von Zeit zu Zeit: Erlebtes, Erlauschtes, Erforschtes (1996)
- Stammtisch G'schichten: G'reimt und ung'reimt (1995, gemeinsam mit Katharina Dobler und Alfred J. Aumayr)
- Dáhoam ist dáhoam (1993, gemeinsam mit Paul Stepanek)
- Dort und da z'sammklaubt (1968)
- Lumpi, der Landstreicher (1967)
- Kirschblüten (1966)